# Steve Beleck
 (janvier 2013).
Steve Leo Beleck A'Beka, (né le 21 février 1993 à Yaoundé) est un footballeur Camerounais. Il joue actuellement en deuxième division suisse au club de Yverdon-Sport.
Il est le fils de Thomas Libiih.

## Biographie
Après avoir été prêté à Watford FC jusqu'à la fin de la saison 2012-2013, ce même club le prête à son tour à un autre club anglais, Stevenage, en janvier 2013. Il est prêté en septembre 2013 au RAEC Mons, en Belgique, mais il ne parvient pas à s'imposer et est libéré par la direction le 7 janvier 2014.
Depuis 2015 il oscille entre différents clubs des divisions inférieur en Europe.
En 2024, joueur du Vevey-sports il fait partie de la promotion de la 4ème division Suisse à la troisième division suisse (Promotion League).

## Palmarès
- Coupe de Roumanie : 2016